# Villa Grimaldi Fassio
Villa Grimaldi Fassio è un edificio civile storico situato nell'ex comune di Nervi, poi quartiere del comune di Genova. Di proprietà comunale, e ubicata presso i parchi di Nervi, in via Capolungo, è sede dal 1993 della Raccolta dei fratelli Frugone.

## Storia e descrizione
Dell'edificio non è noto con precisione la data di costruzione, che però viene collocato da diversi esperti nel XVI secolo. A fianco alla villa vi è una vecchia cappella, sconsacrata, risalente alla seconda metà del XVIII secolo presente, come l'edificio, in una carta settecentesca del cartografo della Repubblica di Genova, Matteo Vinzoni.
La villa alla fine del XIX secolo risulta registrata al Catasto Napoleonico come "palazzina di villeggiatura" di Croce Giuseppe fu Andrea, e i Croce ne acquistarono la proprietà dai Grimaldi o da loro aventi causa.
Nel 1931 la villa viene ceduta alla famiglia Brizzolesi che la rivende nel 1956 agli armatori Fassio Tomellini, i quali apporteranno forti modifiche alla struttura dell'edificio, su disegno dell'architetto Luigi Carlo Daneri, tra cui la creazione di un nuovo salone con accesso al parco. Il comune di Genova acquistò da questi ultimi proprietari la villa e il parco circostante (di circa 12000 m2) nel 1979.
La villa ospita dal 1993 le raccolte dei fratelli Frugone e la parte orientale del suo parco ospita un grande roseto, che in passato è arrivato ad avere circa 800 varietà di rose differenti e restaurato e intitolato al suo ideatore Luigi Viacava nell'aprile 2012.

## Galleria d'immagini

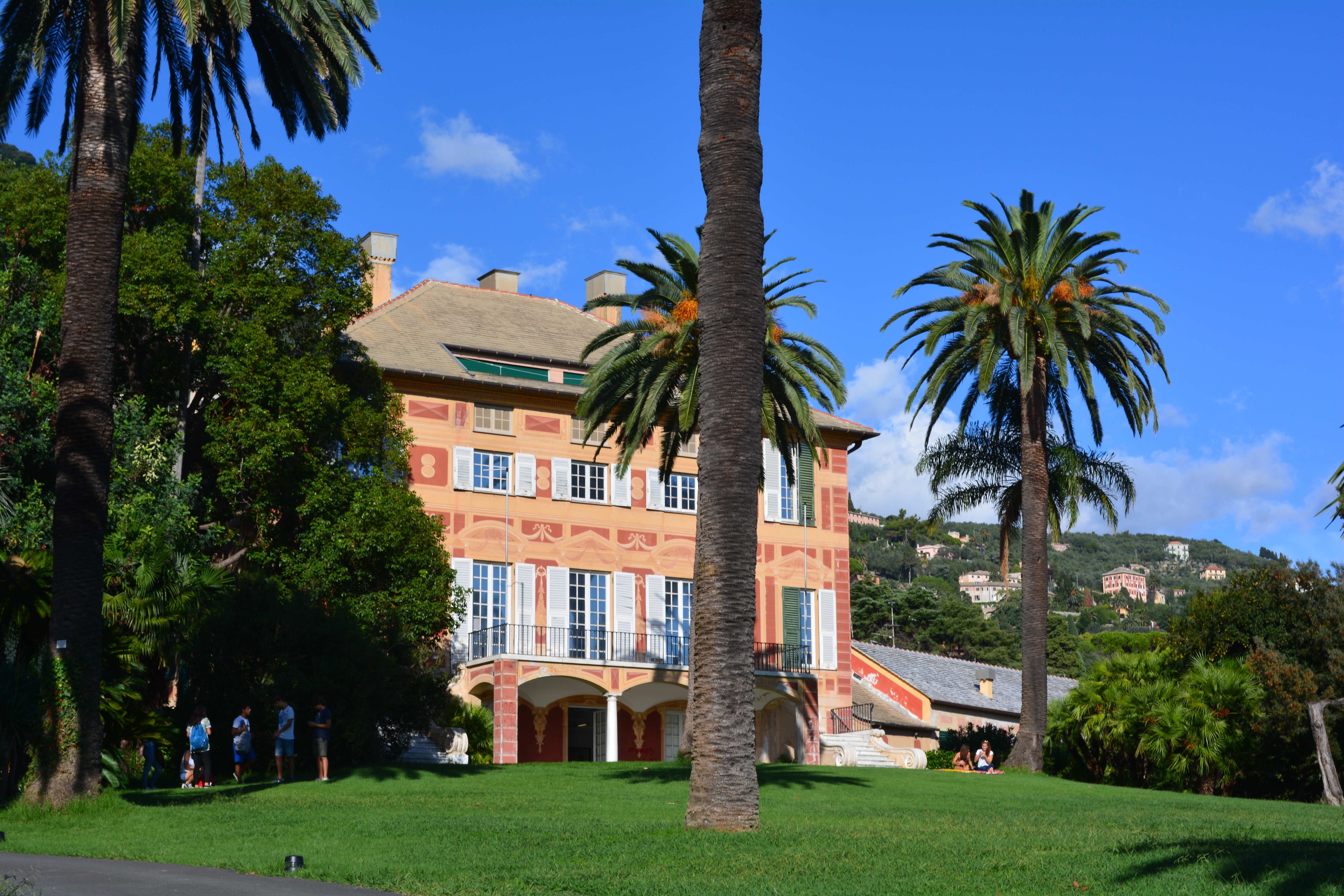
La vista frontale di Villa Grimaldi, dal parco di Nervi
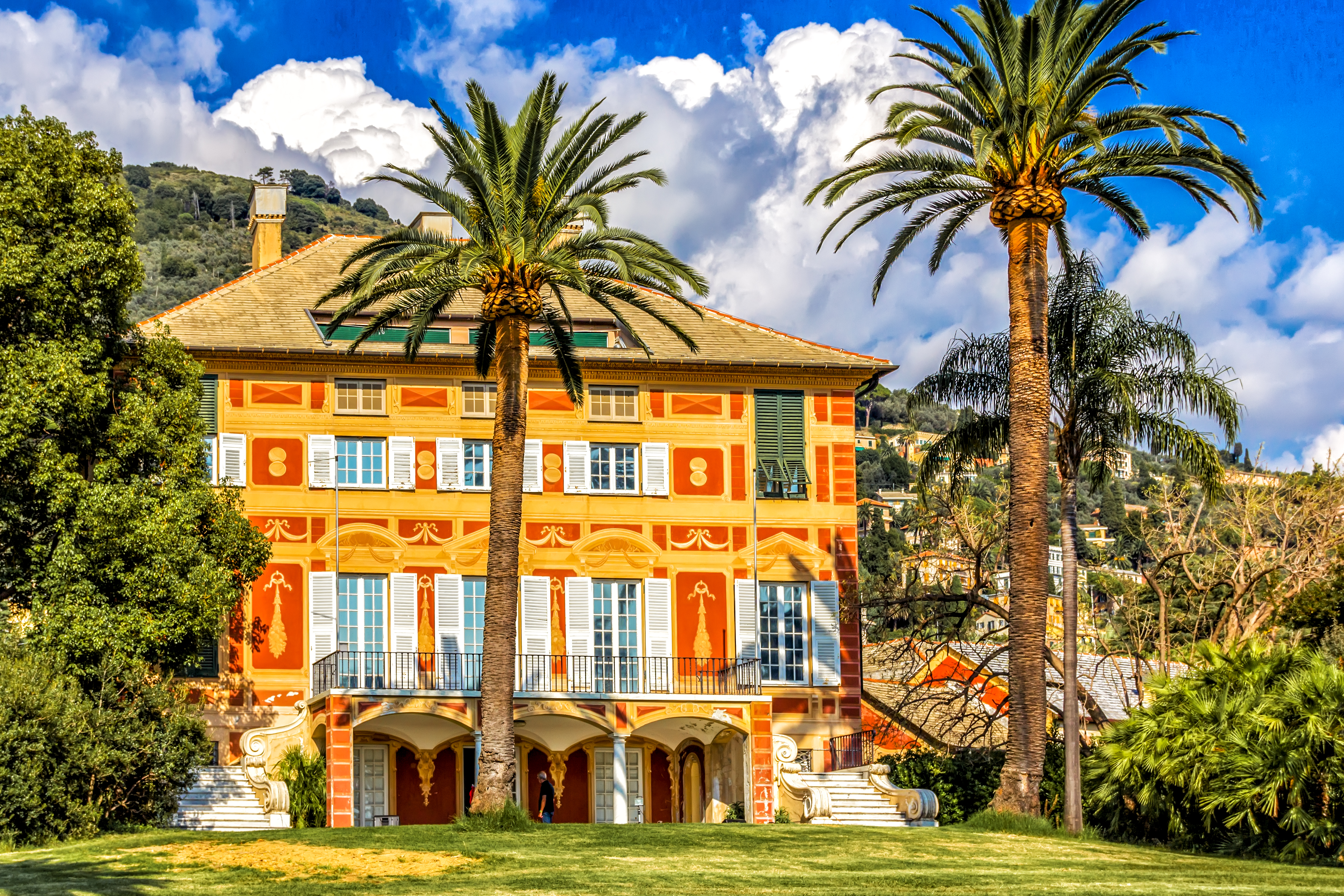
Altra vista frontale, da cui si notano i porticati al piano strada sulla facciata sud
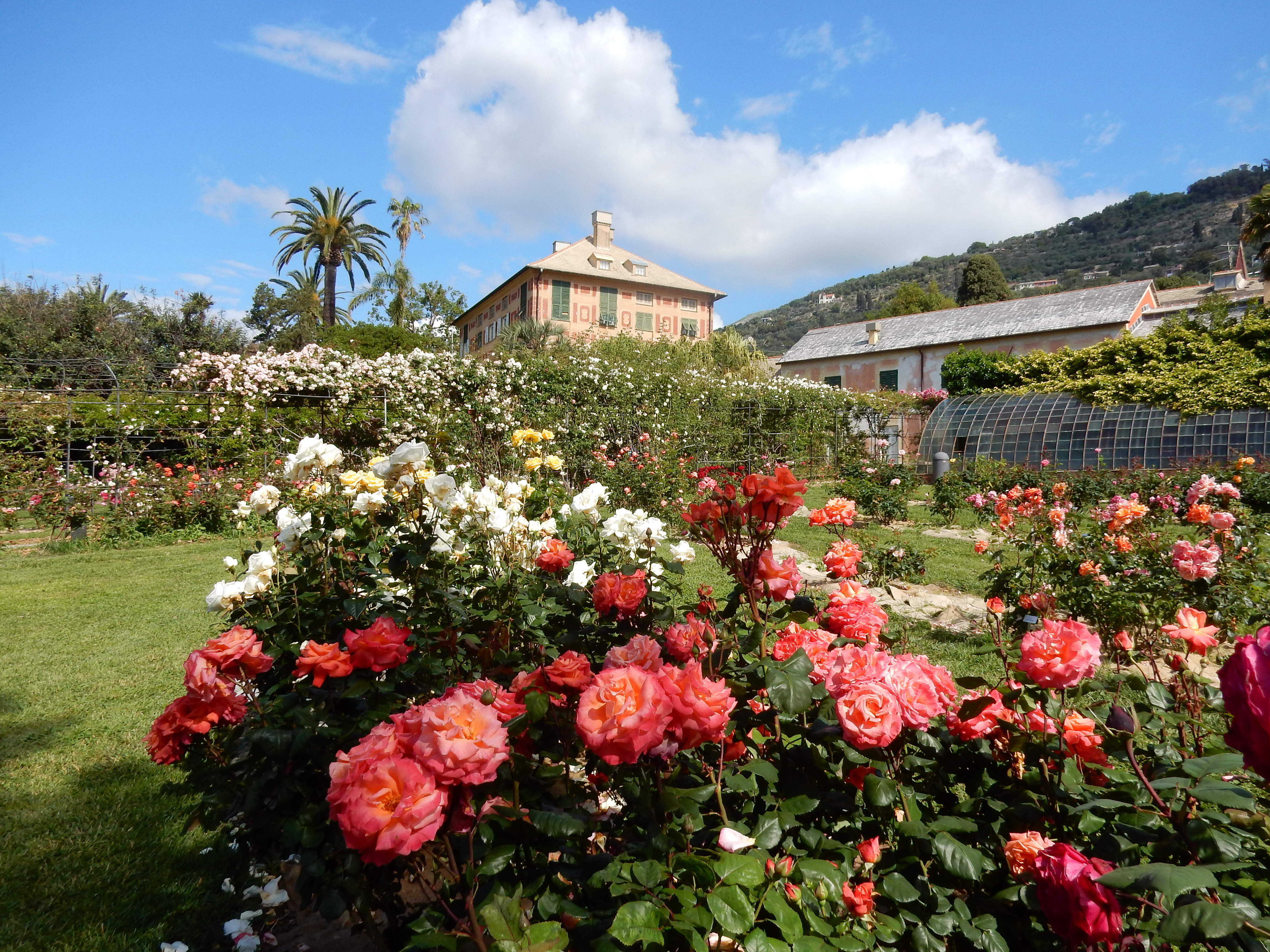
Particolare del roseto
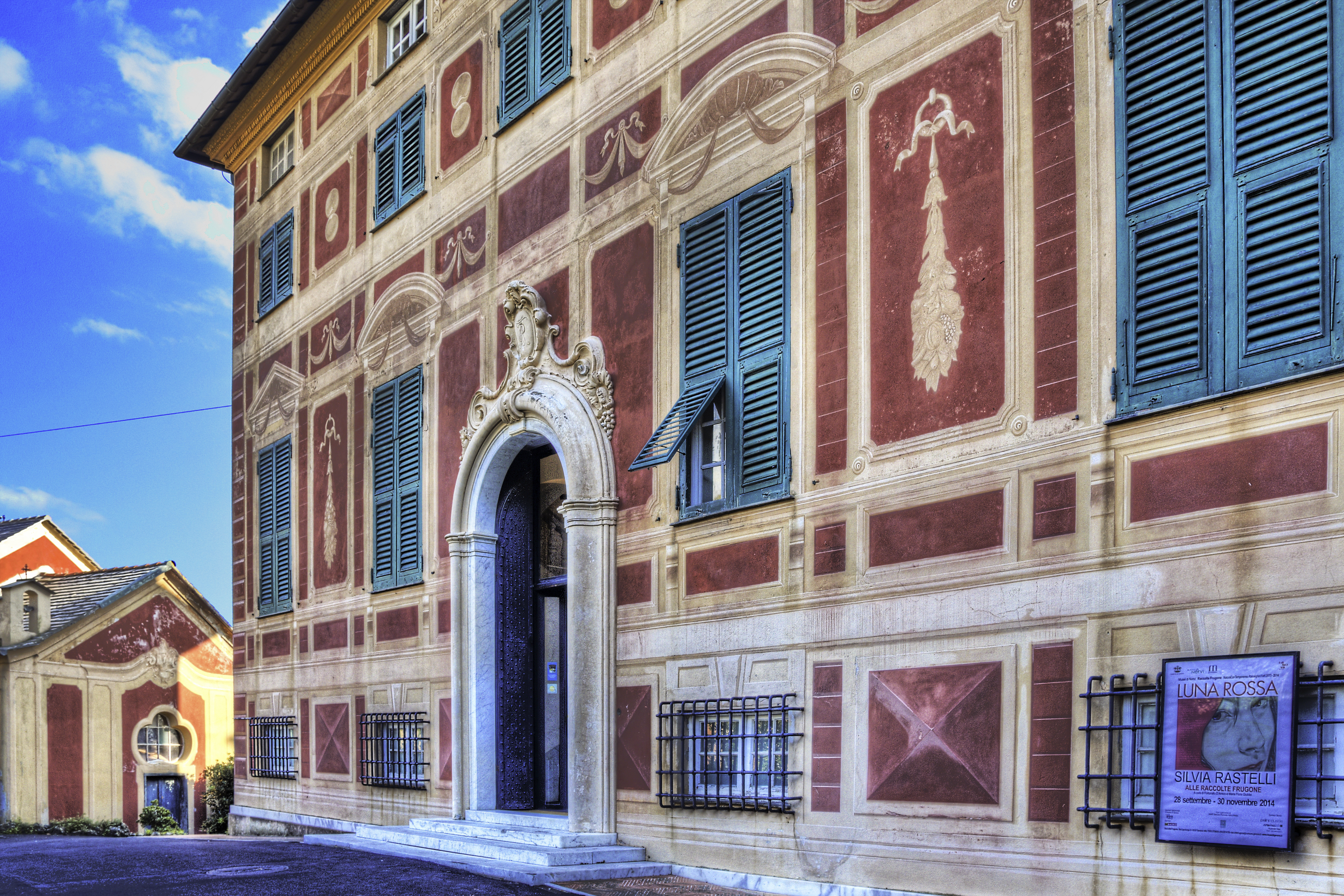
La facciata lato nord coi suoi fregi dipinti
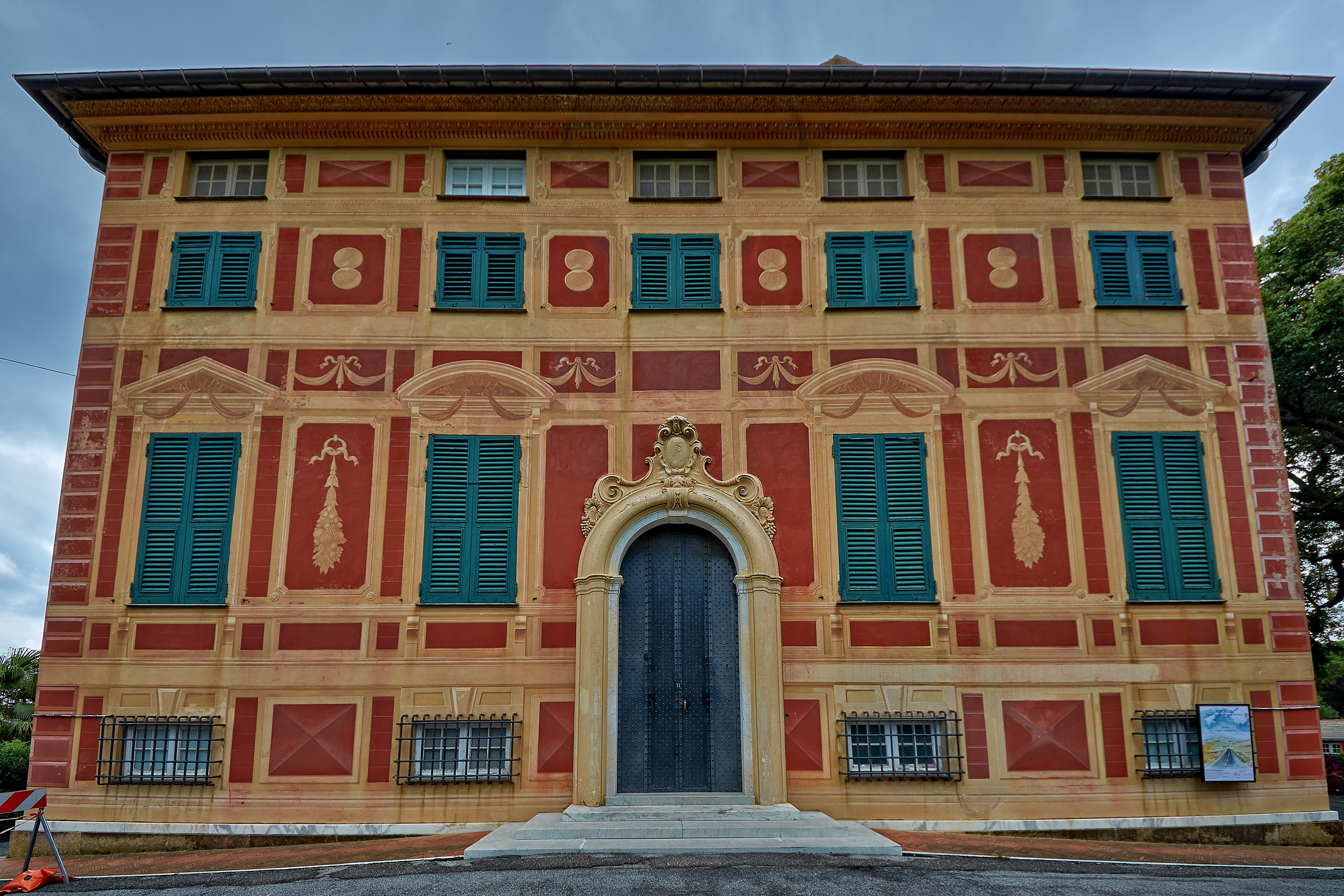
Altro prospetto nord della villa